# IU Девы
IU Девы (лат. IU Virginis) — одиночная переменная звезда в созвездии Девы на расстоянии приблизительно 196 световых лет (около 60 парсек) от Солнца. Визуальная звёздная величина звезды — от +16,07m до +15,67m.
Открыта Робертом Стюартом Стоби и др. в 1995 году***.

## Характеристики
IU Девы — белый карлик, пульсирующая переменная звезда типа ZZ Кита (ZZA) спектрального класса DAV, или DA4,1. Масса — около 0,642 солнечной, радиус — около 0,013 солнечного, светимость — около 0,00257 солнечной. Эффективная температура — около 11691 K.